# Stanisław Ignacy Witkiewicz

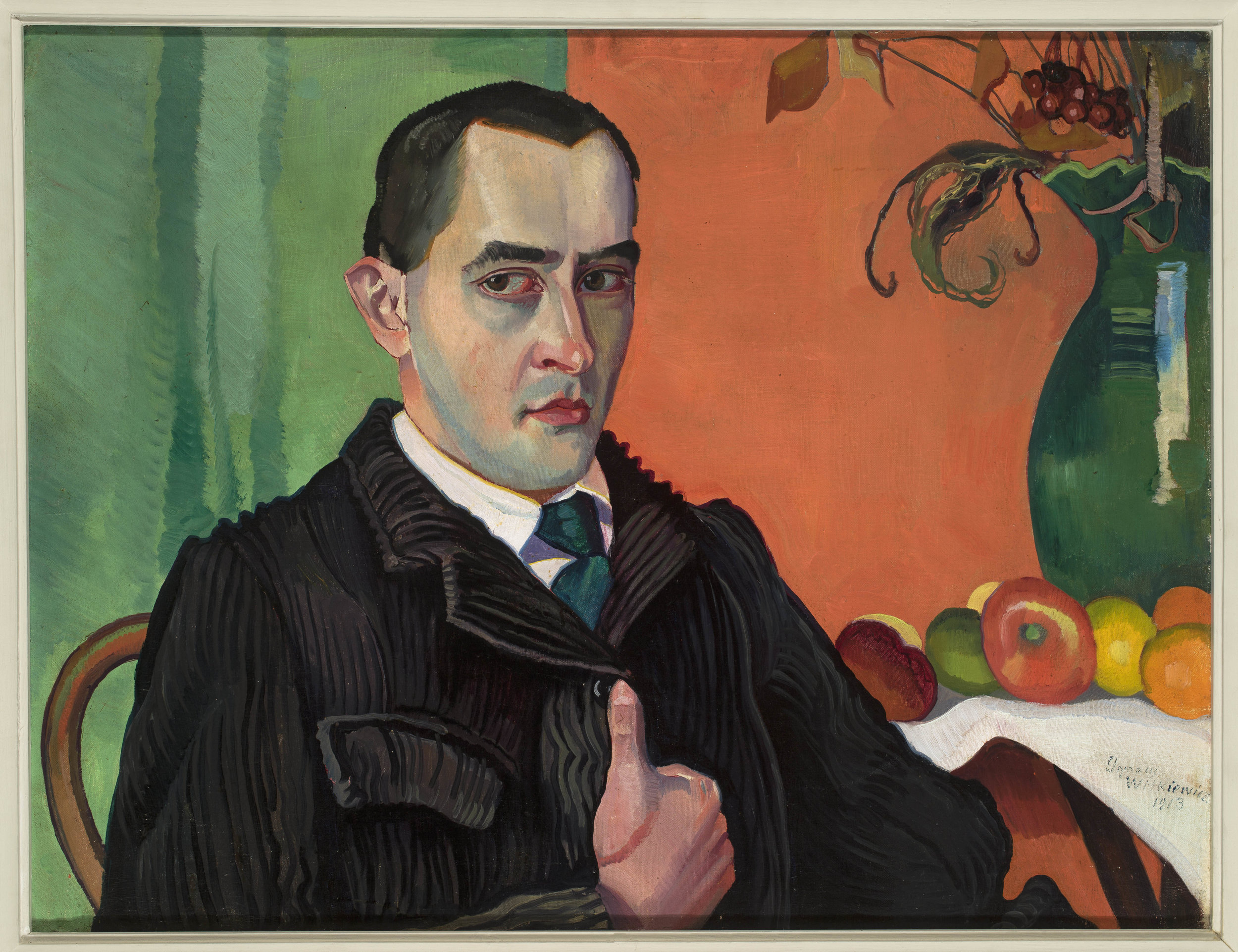
Zelfportret, 1913

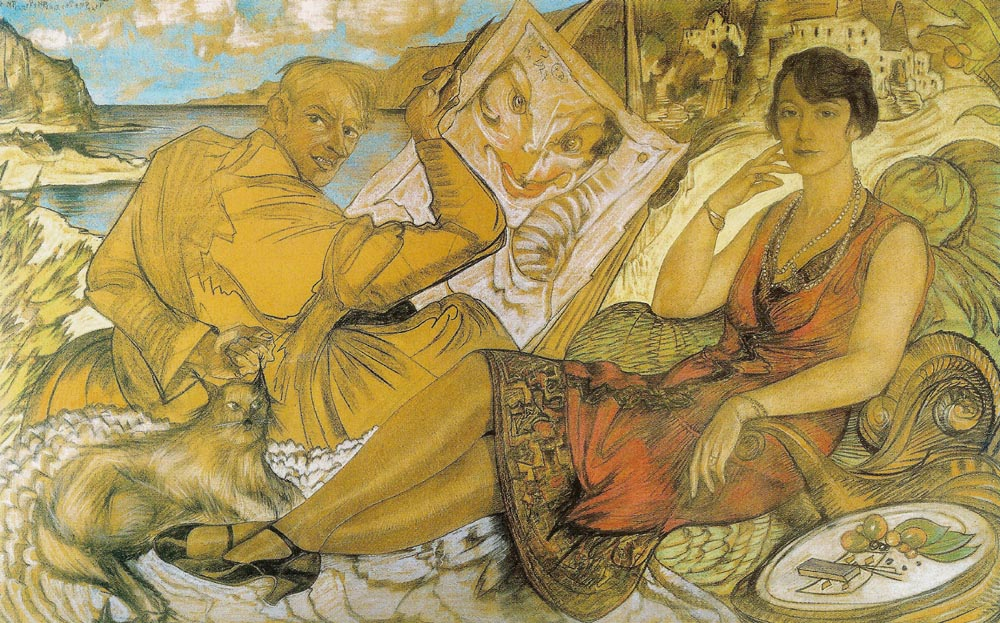
Valse vrouw, 1927

Stanisław Ignacy Witkiewicz (Warschau, 24 februari 1885 - Jesiory, 18 september 1939), ook wel bekend onder de naam Witkacy, was een Poolse schrijver, filosoof, fotograaf en schilder.

## Leven en werk
Witkiewicz werd geboren in Warschau als zoon van de schilder, schrijver en architect Stanisław Witkiewicz. Zijn moeder was muzieklerares. In 1890 verhuisde het gezin naar Zakopane, waar Witkiewicz thuis les kreeg van zijn vader, die van mening was dat scholen de individualiteit van de mens bederven.
Reeds op jonge leeftijd begon Witkiewicz met schilderen en pianospelen en met acht jaar schreef hij al een toneelstuk; Kakkerlakken (Karaluchy).
Hoewel hij in 1897 toelatingsexamen voor de middelbare school deed, bleef Witkiewicz thuis onderwijs volgen. Twee jaar later kreeg hij van zijn vader een fototoestel en begon hij met fotograferen.
In 1902 schreef hij zijn eerste filosofische verhandelingen: een over het dualisme (O dualizmie) en een over Schopenhauer (Filozofia Schopenhauera i jego stosunek do poprzedników). Het jaar daarop slaagde hij voor zijn eindexamen en schreef De dromen van een improductief (Marzenia improduktywa), een klein filosofisch werk.
In 1904 leerde Witkiewicz de componist Karol Szymanowski kennen, met wie hij een jaar later naar Italië reisde. Bij terugkeer verhuisde Witkiewicz naar Krakau, waar hij aan de kunstacademie wou gaan studeren, hetgeen een wig tussen hem en zijn vader dreef. Witkiewicz senior was van mening dat zijn zoon vooral zijn eigen weg moest gaan, maar deze besloot in eerste instantie anders. In 1906 sloot Witkiewicz zijn eerste jaar aan de kunstacademie af, schreef zich in voor het volgende jaar, maar zag onder invloed van zijn vader af van voortzetting. Hij keerde terug naar Zakopane, waar hij zich veel met schilderen bezighield.
In 1910 werkte Witkiewicz aan zijn eerste roman, De 622 nederlagen van Bungo, of Een demonische vrouw (622 upadki Bunga, czyli Demoniczna kobieta), maar zag af van publicatie vanwege het intieme karakter ervan.
Drie jaar later verloofde hij zich met Jadwiga Jańczewska, die echter in 1914 zelfmoord pleegde. In hetzelfde jaar vertrok Witkiewicz naar Nieuw-Guinea met de antropoloog Bronisław Malinowski, met wie hij al jaren bevriend was. De reis werd onderbroken door het uitbreken van de Eerste Wereldoorlog, die Witkiewicz deed terugkeren naar Polen. Malinowski zette de reis alleen voort. In september 1915 werd Witkiewicz naar het front in Minsk gestuurd. In die tijd overleed ook zijn vader. Witkiewicz raakte in 1916 gewond tijdens de slag aan de Stochod bij Witomirz en vocht daarna niet meer mee.
De jaren 1917-1923 waren een moeilijke, maar tegelijkertijd ook creatieve en experimentele periode in Witkiewicz’ leven. Hij schilderde, experimenteerde met fotografie en verdovende middelen, en schreef toneelstukken en beschouwingen. In 1923 trouwde Witkiewicz met Jadwiga Unrug.
Twee jaar later stopte hij met schilderen en wijdde zich aan de romankunst. In juni 1925 begon hij met het schrijven van de roman Afscheid van de herfst (Pożegnanie jesieni), die in april 1927 verscheen. Zijn andere grote roman Onverzadigbaarheid (Nienasycenie) volgde drie jaar later, in mei 1930.
Hierna hield hij zich nagenoeg alleen nog maar met filosofie bezig, maar publiceerde ook zijn laatste toneelstuk De schoenmakers (Szewcy). In 1935 verscheen zijn filosofische magnum opus: Begrippen en beweringen geïmpliceerd door het begrip Bestaan en andere filosofische geschriften (Pojẹcia i twierdzenia implikowane przez pojẹcie Istnienia i inne pisma filozoficzne). In dit boek heeft Witkiewicz’ filosofie definitief gestalte gekregen.
Kort nadat Duitsland Polen binnenviel in september 1939 sloeg Witkiewicz samen met zijn vriendin Czesława Oknińska op de vlucht. Ze bereikten het dorp Jesiory, waar hij op 18 september 1939 zelfmoord pleegde, nadat hij kennis had genomen van de inval van de Sovjet-Unie de dag daarvoor.

## Werken, vertaald in het Nederlands
- Pożegnanie jesieni (1927) (Afscheid van de herfst)
- Nienasycenie (1930) (Onverzadigbaarheid)

## Afbeeldingen

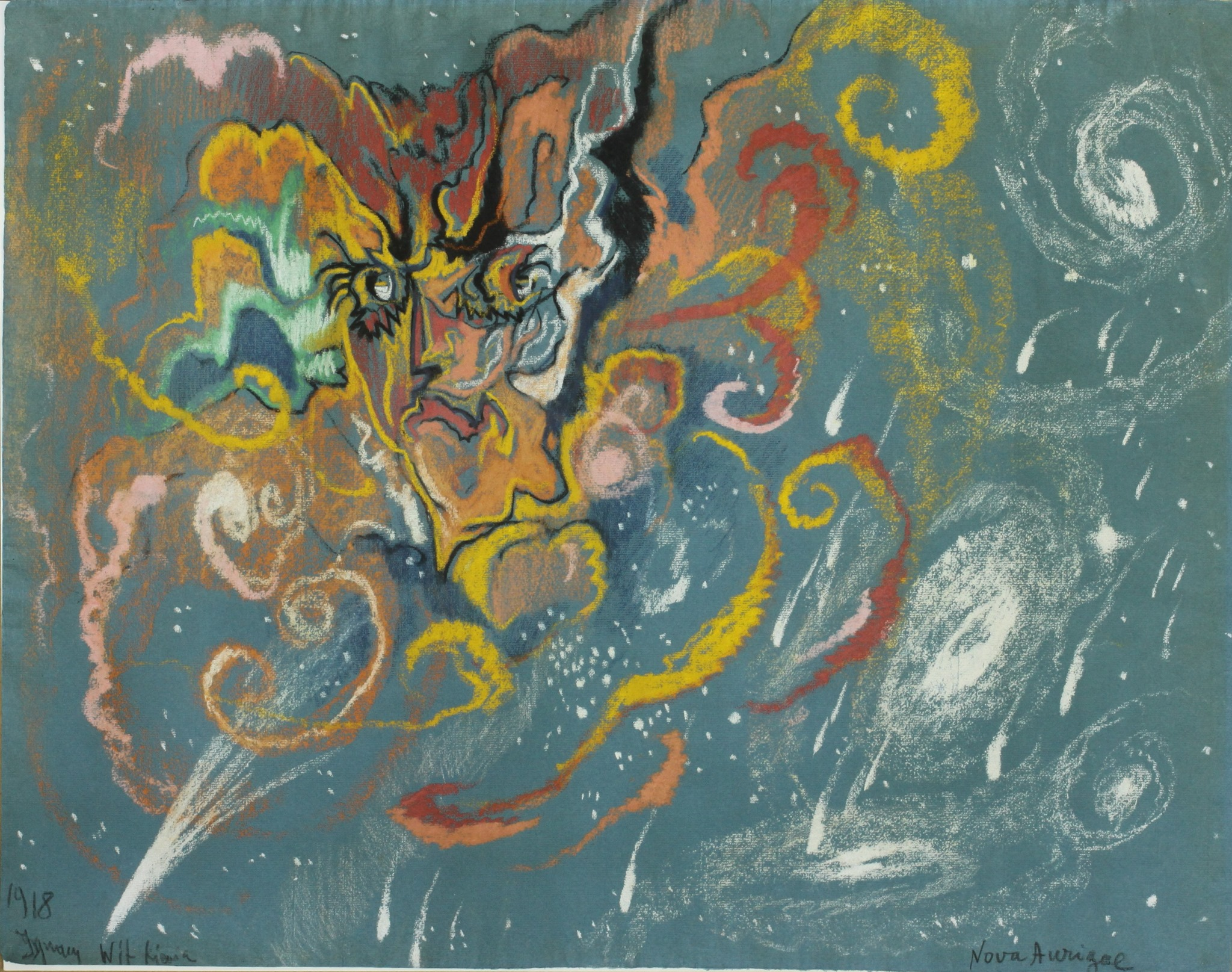
Nova Aurigae, 1918
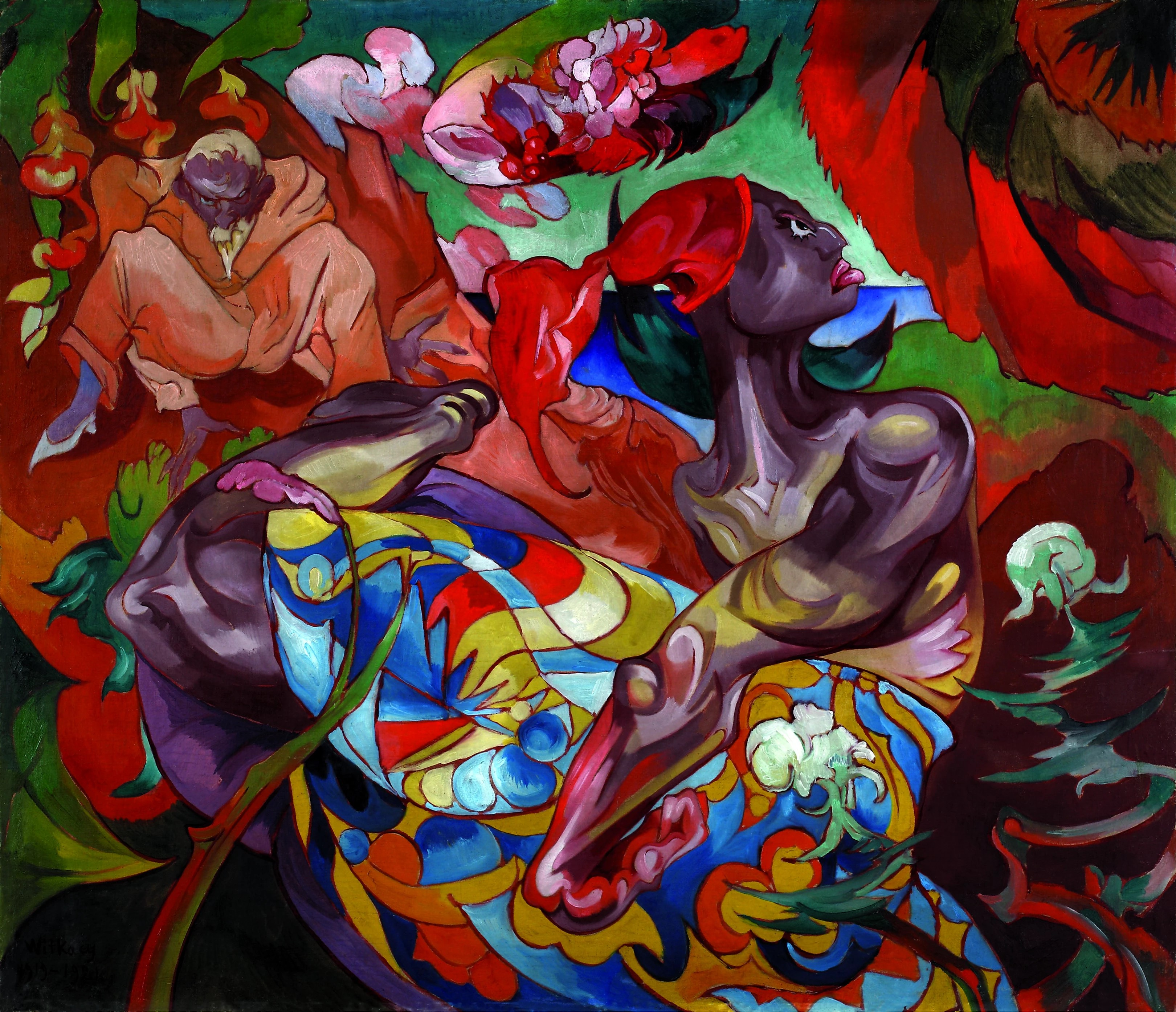
Bezoek aan Maharaja, 1919-1921
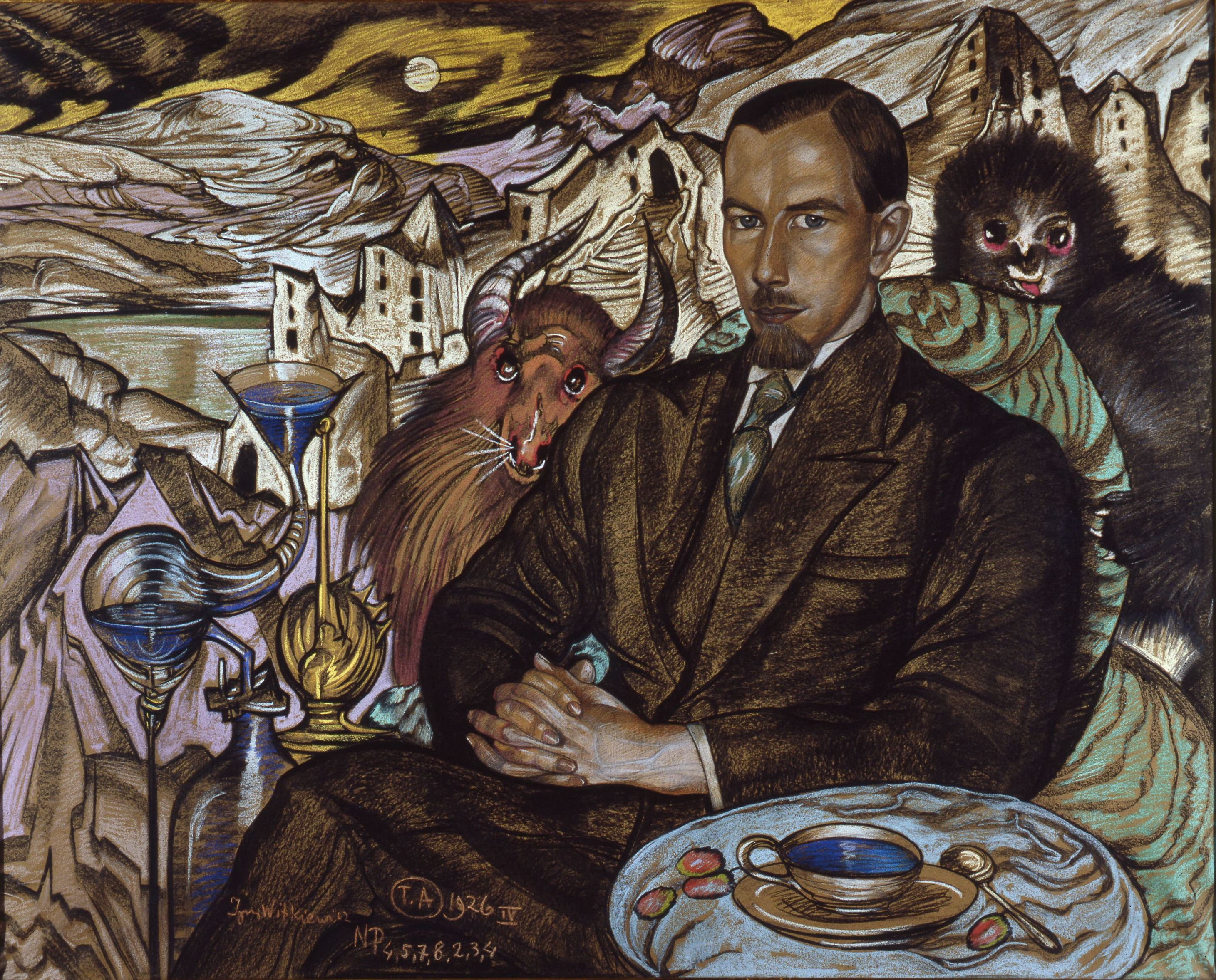
Portret van Wlodzimierz Nawrocki, 1926
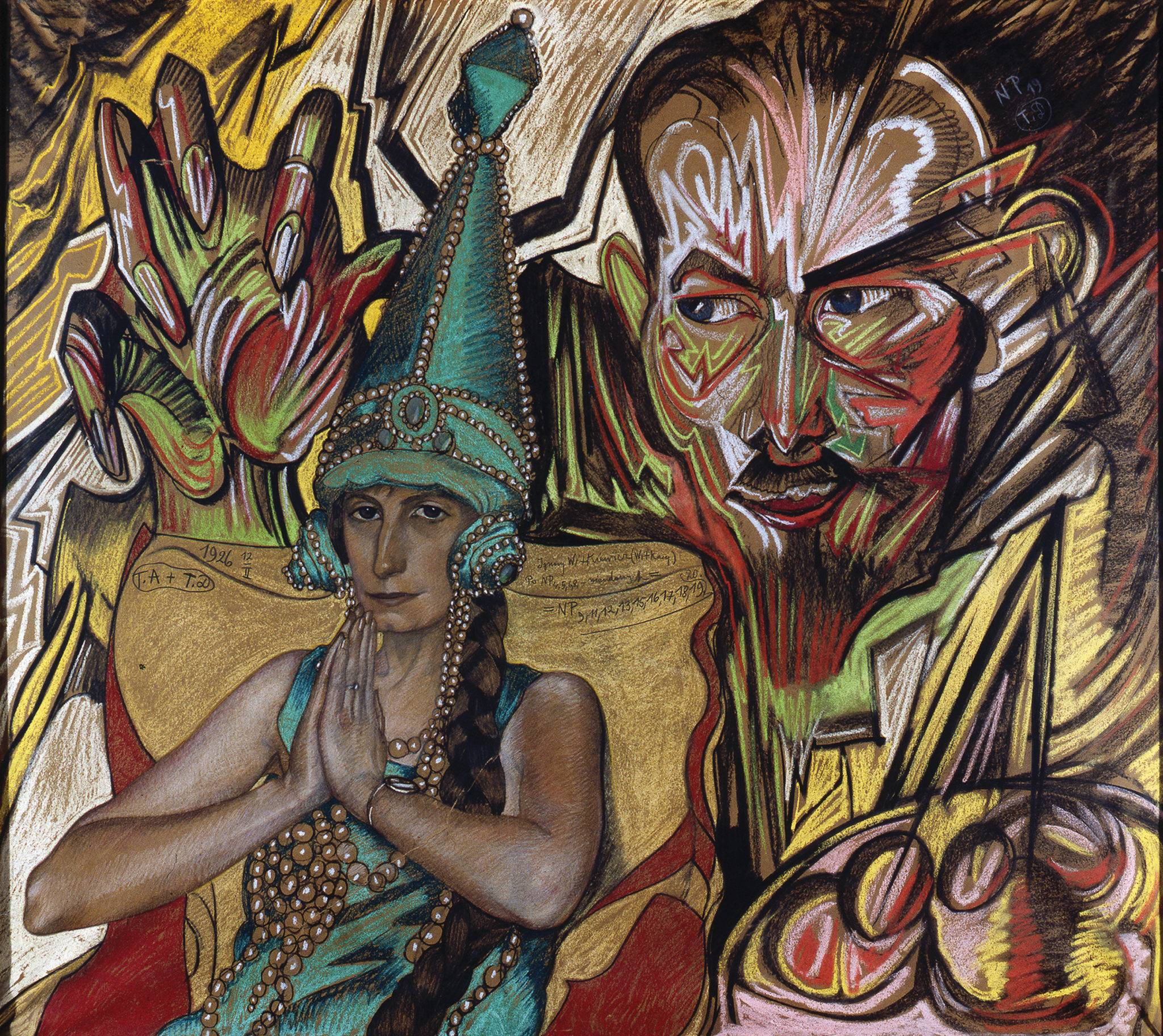
Familie Nawrocki, 1926
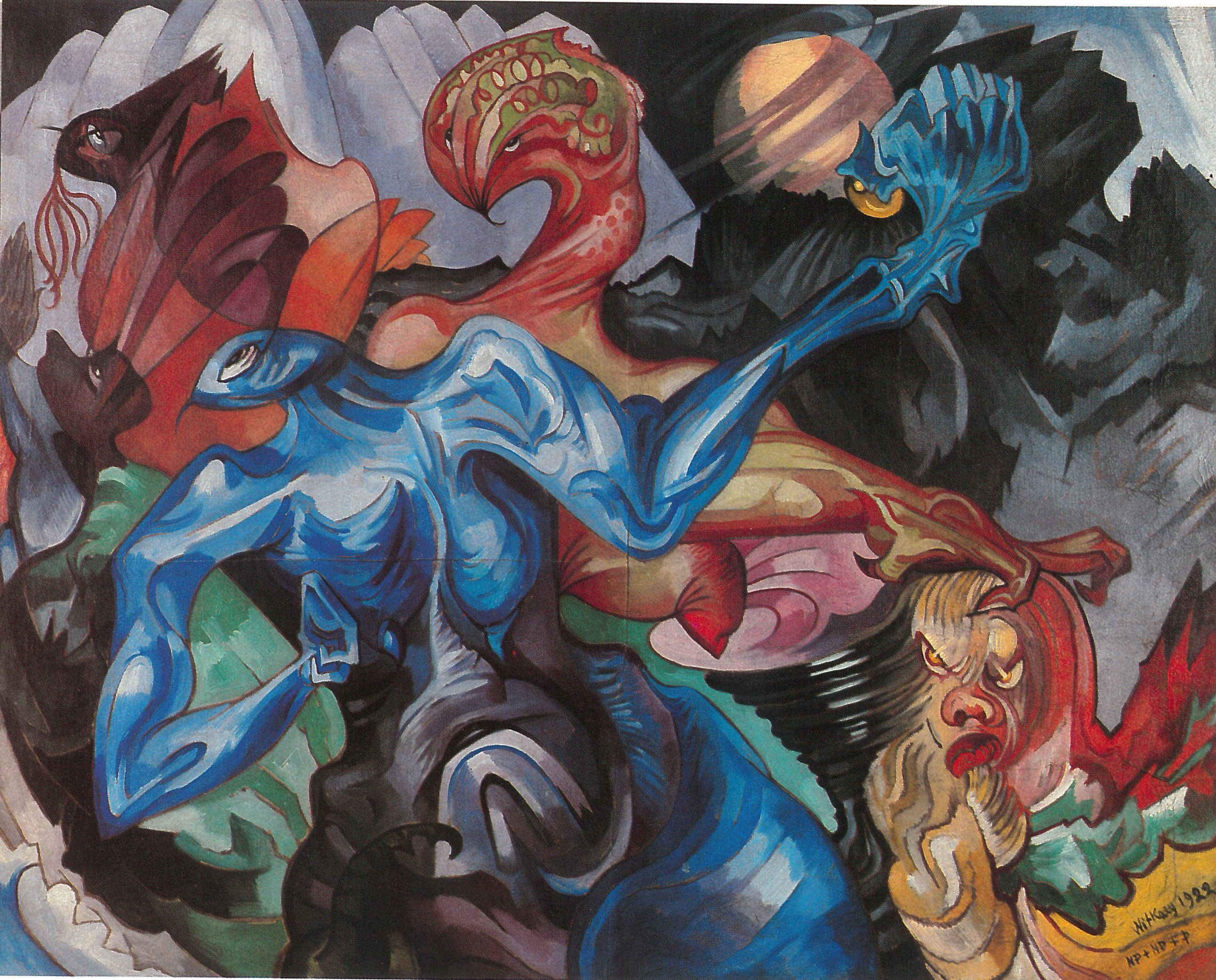
Compositie, 1922
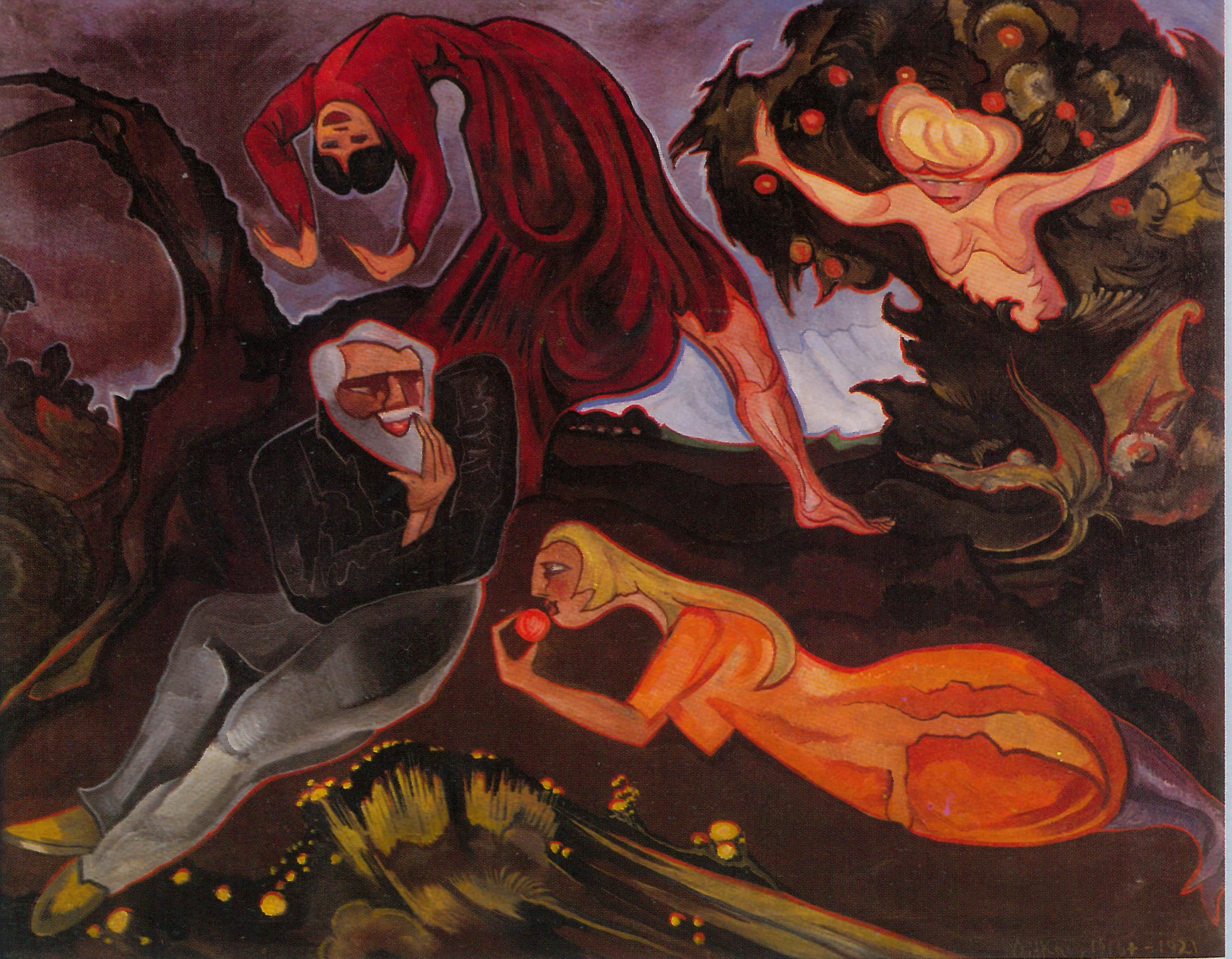
Verzoeking van Sint-Antonius, 1916-1921
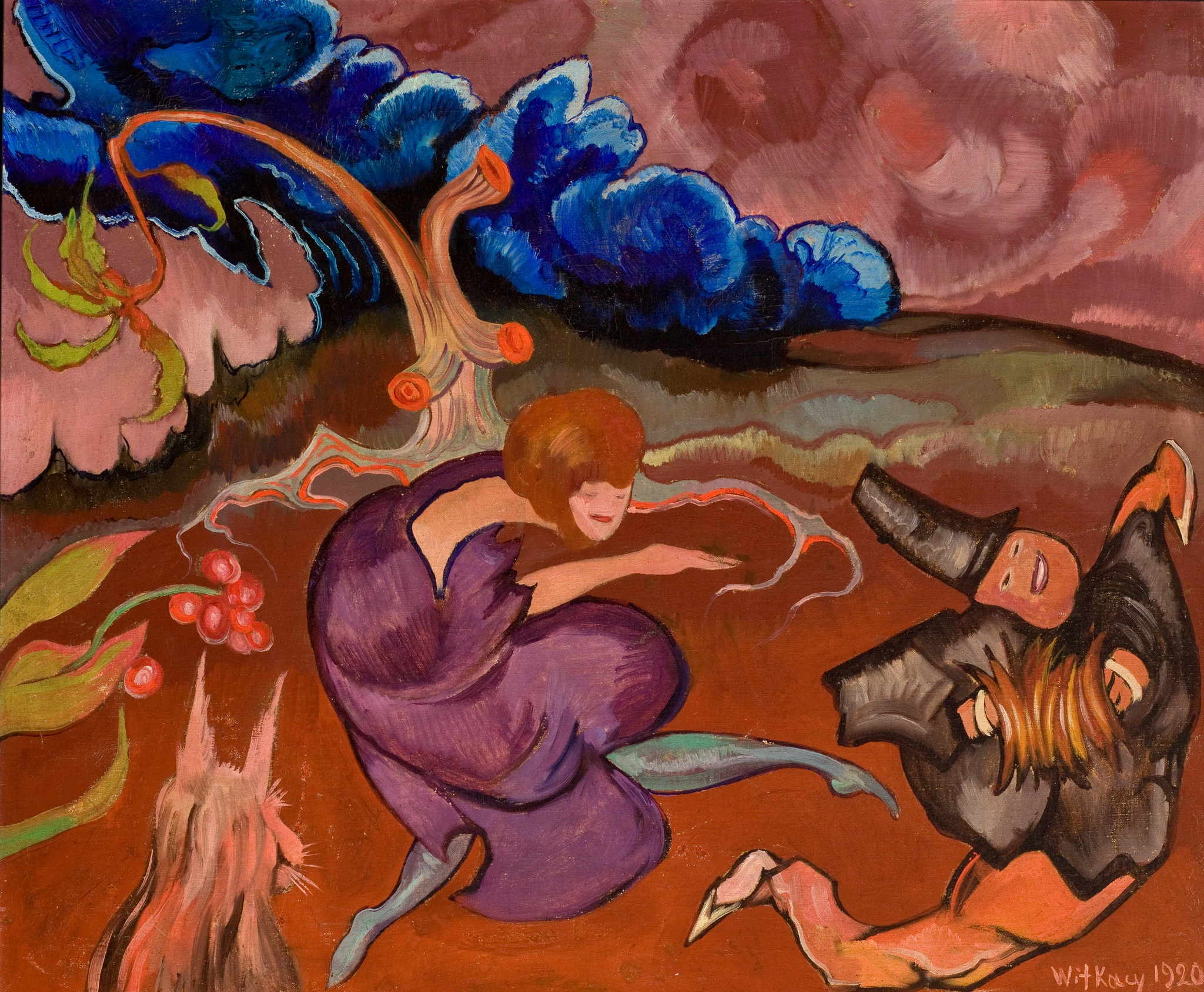
Compositie met danseres, 1920
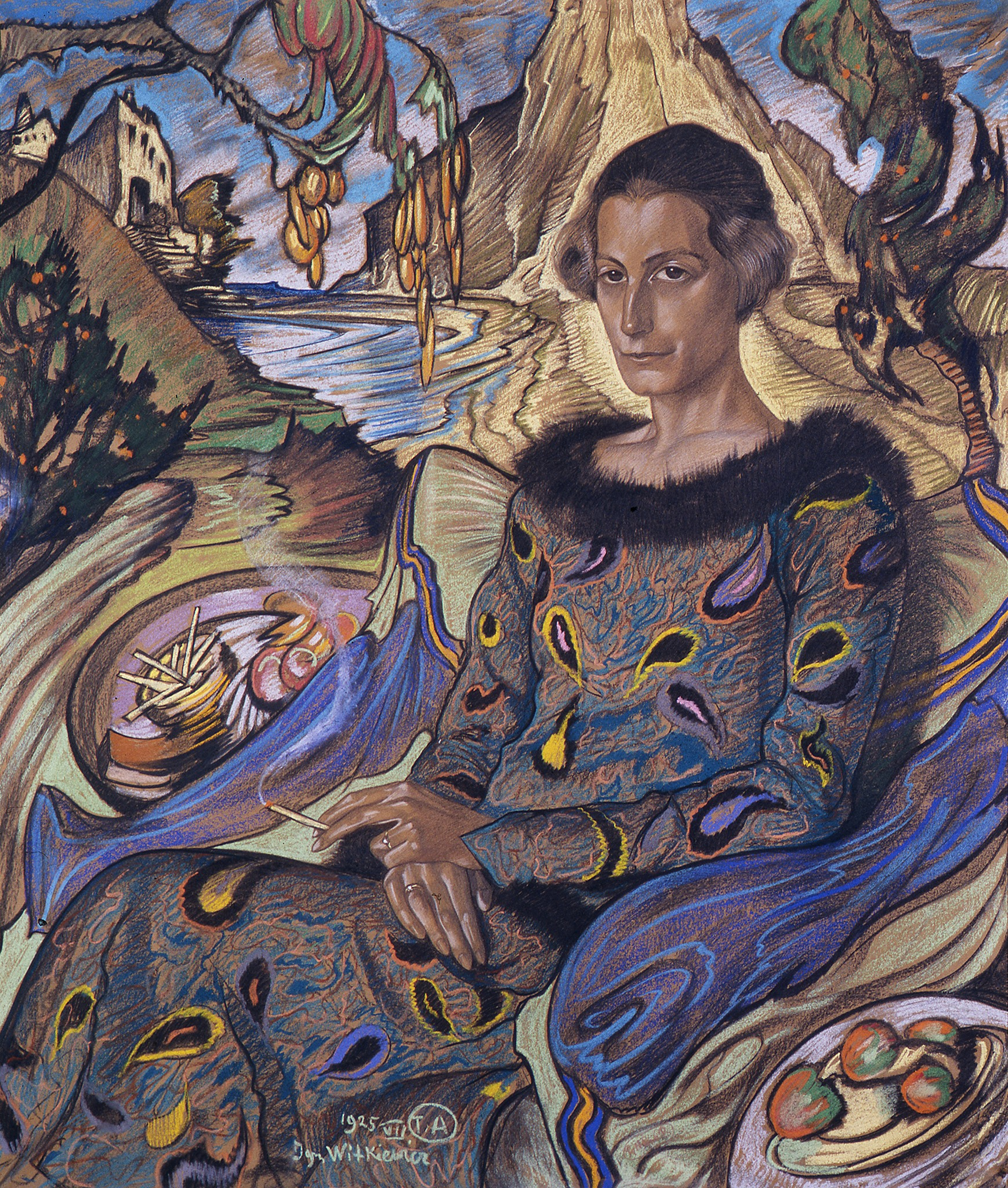
Maria Nawrocka. 1925

- Bibsys: 90084332
- Biblioteca Nacional de España: XX1051269
- Bibliothèque nationale de France: cb12008317x (data)
- Catàleg d'autoritats de noms i títols de Catalunya: 981058511110906706
- Digitale Bibliotheek voor de Nederlandse Letteren: witk009
- Gemeinsame Normdatei: 118807706
- International Standard Name Identifier: 0000 0001 0859 0664
- Library of Congress Control Number: n79086775
- Nationale Bibliotheek van Letland: 000012345
- MusicBrainz: 6e300dcf-0e58-4430-a0b0-aeafddc84e41
- Bibliotheek van het Japanse parlement: 00621660
- Nationale Bibliotheek van Tsjechië: jn19981002415
- Nationale bibliotheek van Australië: 35615720
- Nationale Bibliotheek van Israël: 987007270045705171
- Nationale Bibliotheek van Polen: a0000001179416
- Nationale en Universitaire bibliotheek Zagreb: 000002770
- Nederlandse Thesaurus van Auteursnamen: 068465963
- PIC: 273996
- Réseau des bibliothèques de Suisse occidentale: 02-A000177056
- RKD-Nederlands Instituut voor Kunstgeschiedenis: 125096
- Russische Staatsbibliotheek: 000081052
- Istituto Centrale per il Catalogo Unico: CFIV066241
- LIBRIS: 206739
- SNAC: w6vx1z36
- Système universitaire de documentation: 028199596
- Trove: 1015734
- Union List of Artist Names: 500028450
- Virtual International Authority File: 88039095
- WorldCat: E39PBJpDPBRgqXQ4CPGpMHvWDq